# سی‌اس‌اس هانتسویل
سی‌اس‌اس هانتسویل (به انگلیسی: CSS Huntsville) یک کشتی بود که طول آن ۱۵۰ یا ۱۵۲ فوت (۴۵٫۷ یا ۴۶٫۳ متر) بود. این کشتی در سال ۱۸۶۳ ساخته شد.